# United Artists Releasing
United Artists Releasing, LLC (UAR) — американское совместное предприятие кинопроката между Metro-Goldwyn-Mayer и Annapurna Pictures и преемник United Artists (UA), которое действовало с 31 октября 2017 года по 4 марта 2023 года.
Предприятие было основано 31 октября 2017 года бывшим главным исполнительным директором MGM Гэри Барбером и основателем Annapurna Меган Эллисон. Оно работал в офисах штаб-квартир соответствующих компаний в Западном Голливуде и Лос-Анджелесе в Калифорнии и предлагало альтернативные услуги крупным киностудиям и стриминговым медиа-компаниям, выпуская ежегодно 10–14 фильмов. 5 февраля 2019 года предприятие было переименовано в United Artists Releasing, в честь 100-летия с момента основания United Artists.
26 мая 2021 года Amazon приобрели MGM Holdings, бывшую материнскую компанию MGM, за 8,45 миллиарда долларов, сделка была закрыта 17 марта 2022 и, следовательно, компания поставила United Artists Releasing под контроль Amazon Studios. 4 марта 2023 года Amazon объединила United Artists Releasing в MGM, как толчок к кинопрокату наряду с релизами на своём потоковом сервисе Amazon Prime Video.

## История
Американские медиа-компании Metro-Goldwyn-Mayer Pictures (MGM) и Annapurna Pictures объявили о создании местного совместного предприятия по прокату фильмов и организации по выпуску фильмов под названием Mirror для проката сторонних фильмов в кинотеатрах. Это ознаменовало возвращение MGM к домашнему прокату через семь лет после её закрытия после банкротства в 2010 году и последующей реорганизации, в которой примерно от шести до восьми фильмов будут выпущены 2 марта 2018 года с выходом фильма «Жажда смерти».
Первоначальный персонал совместного предприятия состоял из собственного распределительного подразделения Annapurna. К 31 января 2019 года предприятие выпустило в общей сложности восемь фильиов, ни одно из которых не было выпущено под маркой Mirror Releasing.
5 февраля 2019 года совместное предприятие было переименовано в United Artists Releasing, в честь столетия создания оригинальной United Artists, обоснование заключается в том, чтобы «лучше конкурировать с крупными студиями, особенно в отношении их фильмов, которые диктуют календарь выпуска».
Бывший исполнительный директор Screen Gems Пэм Кунат был назначен главным операционным директором, а одна из дочерних компаний MGM, Orion Pictures, добавила свои фильмы и сотрудников из своего дистрибьюторского подразделения в предприятие. Совет директоров, состоящий из руководителей компаний-партнёров, был создан для надзора за тремя руководителями UAR; Кунатом, Дэвидом Каминовым и президентом по дистрибуции и маркетингу Annapurna Эриком Ломисом.
Первым фильмом после ребрендинга был мультфильм «Потерянное звено», который выиграл первый и единственный «Золотой глобус» за лучший анимационный полнометражный фильм.
7 октября 2020 года MGM возродила лейбл American International Pictures для цифровых релизов и ограниченного проката приобретенных фильмов с United Artists Releasing, начиная с фильма «Дать дуба в округе Юба».
17 мая 2021 года компания Amazon вступила в переговоры о приобретении бывшей материнской компании MGM, MGM Holdings, в основном с председателем совета директоров MGM Кевином Ульрихом, чья компания, Anchorage Capital Group, была основным акционером MGM. Неделю спустя было официально объявлено о предлагаемом приобретении компанией Amazon в ожидании местных и глобальных одобрений регулирующих органов на сумму 8,45 миллиарда долларов, приобретение было завершено 17 марта 2022 года. Позже в тот же день Майк Хопкинс, старший вице-президент Amazon Studios и Amazon Prime Video, подчеркнул на собрании в мэрии, что его компания продолжит сотрудничать со своим новым подразделением United Artists Releasing, которое останется после приобретения.
4 марта 2023 года The Hollywood Reporter заявмл, что Amazon объединила United Artists Releasing в MGM из-за оптимизма Amazon в целесообразности кинопроката. Объявление было сделано на следующий день после выхода «Крид 3», который также стал первым фильмом, выпущенным самой MGM под управлением Amazon.